# Чиндина, Людмила Александровна
Людми́ла Алекса́ндровна Чиндина (род. 1937) — советский и российский археолог, доктор исторических наук, профессор. Автор более 150 научных работ, включая монографии.

## Биография
Родилась 12 августа 1937 года в селе Кудрино Томского района Томской области в семье педагогов: её отец — Александр Иванович, был учителем истории и литературы, директором сельской школы; мать — Екатерина Васильевна, была учительницей начальных классов. В этом же годы были арестованы и расстреляны отец и дед Людмилы. Девочку воспитывала мать, а впоследствии и отчим — Семен Савельевич Лукашевский.

### Образование
В 1954 году, после окончания средней школы в Томске, где после Великой Отечественной войны жила семья, Людмила поступила на историческое отделение историко-филологического факультета Томского государственного педагогического института (ныне Томский государственный педагогический университет). В 1955 году историческое отделение Томского пединститута было передано в Томский государственный университет (ТГУ), где продолжила своё обучение Людмила Чиндина.
В 1959 году окончила университет, с отличием защитив дипломную работу «Эпоха раннего железа таёжного Притомья». Через два года, после рождения дочери, пришла на работу в родной университет, где трудится по настоящее время. Здесь прошла путь от лаборанта Музея истории материальной культуры до профессора кафедры археологии и исторического краеведения исторического факультета ТГУ. В 1966 году поступила в аспирантуру и под руководством В. И. Матющенко работала над диссертацией по теме «Нарымско-Томское Приобье в середине I тысячелетия нашей эры». В феврале 1971 года в Институте археологии Академии наук СССР она защитила кандидатскую диссертацию. В 1986 году защитила докторскую диссертацию на тему «История Среднего Приобья в V в. до н. э. — IX в. н. э.». С 1987 года Л. А. Чиндина — профессор кафедры истории СССР досоветского периода, с 1991 года — профессор основанной в этом же году кафедры археологии и исторического краеведения ТГУ.

### Деятельность
После окончания университета два с половиной года Людмила Чиндина преподавала историю в томской школе рабочей молодёжи № 6. В 1962—1965 годах работала лаборантом в Музее археологии и этнографии Сибири (МАЭС). После обучения в аспирантуре, в 1968—1981 годах — младший и старший сотрудник Проблемной научно-исследовательской лаборатории истории, археологии, этнографии Сибири (ПНИЛИАЭС) Томского государственного университета. В 1971—1980 годах — заведующая сектором археологии ПНИЛИЭАС, в 1976—1995 годах осуществляла научное руководство темой сектора. Также под её руководством было написано десять кандидатских и две докторские диссертации.
С 1964 по 2002 год Людмила Александровна была участницей многих археологических экспедиций.

## Заслуги
- Награждена медалью «Ветеран труда» (1988), а также медалями «За заслуги перед Томским государственным университетом» (1998) и «За заслуги перед городом» к 400-летнему юбилею Томска (2004).
- Заслуженный работник высшей школы РФ (1998).
- Лауреат премии Томской области.
- С 2012 года заслуженный профессор Томского государственного университета.